# Lyndon Emsley
Lyndon Emsley (Durham, 29 de noviembre de 1964) es un químico británico galardonado con el Grand Prix Charles-Leopold Mayer del año 2012 y el Bourke Award de la Royal Society of Chemistry en 2015.
Se doctoró en la Universidad de Lausana y durante este estancia inició su colaboración con Geoffrey Bodenhausen. Posteriormente se dedicó a la docencia en la Escuela Normal Superior de Lyon, donde fue nombrado director del Laboratorio CRMN. 
Es redactor de las  publicaciónes ChemPhysChem y Journal of the American Chemical Society.